# Hell Let Loose
Hell Let Loose est un jeu vidéo multijoueur de tir à la première personne développé par le studio australien Black Matter, édité par Team17 et publié sur steam Xbox et PlayStation store.
Le jeu a été annoncé via une campagne Kickstarter réussie en 2017 où il a permis de collecter 220 000 $. Il est sorti sur Steam en tant qu'accès anticipé le 6 juin 2019. Le jeu se déroule pendant la Seconde Guerre mondiale et fonctionne sur Unreal Engine 4.

## Système de jeu
Les matchs se déroulent dans des batailles entre deux équipes de 50 joueurs chacune composée de plusieurs unités plus petites de six joueurs maximum. Trois modes de jeu existent dans le jeu: Warfare, Offensive et Escarmouche. Dans les deux premiers modes, la carte est divisée en secteurs que chaque équipe cherche à capturer et à contrôler. Dans le mode Warfare, la partie est gagnée soit en contrôlant tous les secteurs à un moment donné, soit en contrôlant la majorité d'entre eux lorsque le temps est écoulé. En mode Offensive, une équipe en défense contrôle tous les secteurs au début du match, et l'objectif pour l'équipe adverse est alors de les capturer tous avant la fin du temps imparti. En mode Escarmouche, la carte possède un point unique, l'équipe le tenant à la fin de la partie l'emporte.
La communication est conçue comme un aspect central du jeu par les développeurs. Chaque unité peut être dirigée par un seul officier, qui peut communiquer avec les autres officiers et le commandant par un canal vocal de «leadership». De même, il existe également des canaux vocaux de proximité et des unités uniquement. Comme alternative à la communication vocale, les joueurs ont également accès à un chat textuel dédié à l'équipe[réf. nécessaire].

## Développement
Après environ deux ans de développement initial et de tests après le lancement de sa campagne Kickstarter, le jeu est sorti sur Steam en tant que titre à accès anticipé le 6 juin 2019, le 75e anniversaire du débarquement en Normandie.

### Conception de la carte
Les cartes jouables du jeu sont conçues sur la base des théâtres de guerre historiques de la Seconde Guerre mondiale en combinant des images satellite, des photographies aériennes d'archives et des loisirs au niveau de la rue. Selon les développeurs, la carte de la ville normande de Sainte-Marie-du-Mont est «un champ de bataille à l'échelle 1:1» recréé selon les méthodes susmentionnées.

## Rôles jouables (classes de personnages)
De nombreux rôles différents sont disponibles pour les joueurs ayant tous une utilité afin de faire progresser la ligne de front. Les joueurs ont la possibilité de monter en niveaux ces différentes classes et débloquer de nouveaux équipements. Le Commandant et les Officiers d'infanterie ont la possibilité de placer des "avant-postes" qui servent à faire apparaitre les joueurs de l'escouade, ou  des "garnisons" pouvant faire apparaitre tous les joueurs de l'équipe. Un bon placement des deux est requis pour assurer une tactique efficace.

### Commandant
Il s'agit du joueur ayant pour mission de coordonner les actions de chaque escouades. Il peut apporter du soutien aux troupes au sol en ordonnant des bombardements, tir d'artillerie, renforcement de point stratégiques, etc. C'est également lui qui fait apparaitre les différents véhicules blindés de l'équipe.

### Infanterie
Une escouade d'infanterie est limitée à 6 joueurs (officier compris).

#### Chef d'escouade (Officier)
Il est le relais entre le Commandant et les troupes. Son rôle est d'appliquer au mieux les ordres reçus, tout en se chargeant des détails (faire construire des protections à un endroit précis, déployer les avant-postes et autre garnisons).

#### Fusilier
Il est équipé d'un fusil à verrou ou semi-automatique qui tue généralement en 1 coup jusqu'à une grande distance. Contrairement aux autres rôles, il peut y avoir autant de fusiliers que l'on souhaite dans une escouade.

#### Mitrailleur
Armé d'une mitrailleuse (MG 34, MG42, M1919 Cal.30 ou DP-27) ou d'un fusil mitrailleur BAR, il est le point de soutien de l'escouade. Son rôle est d'apporter un appui feu.

##### Fusilier automatique
Il est armé d'un fusil d'assaut (STG 44, Bren...) ou d'une mitraillette. C'est un rôle équilibré et polyvalent: plus redoutable à courte distance que le fusilier mais causant moins de dégâts, plus mobile que le mitrailleur mais ayant moins de cadence de tir, doté de plus de munitions que l'assaut mais de moins de grenades...

##### Assaut
Doté d'une arme à courte portée (fusil à pompe "trench gun", mitraillette Thompson...) ainsi que du plus grand nombre de grenades de toutes les classes, il est destiné à nettoyer les tranchées, les bâtiments, et aider ses coéquipiers à progresser à découvert avec ses fumigènes.

#### Médecin
Le médecin est là pour réanimer les joueurs qui peuvent l'être et les soigner.

#### Ingénieur
Le bâtisseur de l'escouade. Son rôle est de placer des structures défensives (barbelés, mines AP, bunkers...) ainsi que des "nœuds" de munitions, d'effectifs ou de carburant, produisant des ressources permettant aux Commandant d’utiliser ses compétences de soutien. Il peut aussi réparer les véhicules.

#### Soutien
Il dispose d'une caisse de ravitaillement permettant au Chef d'escouade ou à l'ingénieur de construire des structures. Le soutien de rang III débloque la possibilité de placer des caisses de munitions et d'explosifs en plus de sa caisse de ravitaillement.

#### Anti-Char
Soldat équipé d'un lance-roquette afin de détruire les véhicules adverses. Selon son rang, il peut aussi avoir des mines antichar et des charges explosives, ou encore fabriquer un canon antichar.

### Blindés
Limité à trois joueurs par équipage. Il s'agit du groupe chargé d'apporter un appui feu à l'infanterie et à la destruction des véhicules adverses.

#### Chef de char
Comme son nom l'indique, il est l'équivalent du chef d'escouade pour le char. Il peut adopter n'importe quelle place au sein du blindé, bien qu'il soit plus efficace au poste d'observation. Il est le seul à pouvoir communiquer aux autres chefs d'escouades.

#### Équipier
Équipage du char. Les deux équipiers peuvent avoir n'importe quel rôle au sein du blindé. Ils sont avant tout destinés à la conduite du véhicule ou encore à la manœuvre de la tourelle.

### Reconnaissance
Limité à deux escouades de deux joueurs par équipe. Ils sont là pour harceler l'ennemi par l'arrière, apporter du renseignement utile au reste de l'équipe, détruire les avant-postes et autres garnisons ainsi qu'éliminer les servants d'artillerie.

#### Chef d'escouade/Observateur
Il est le relais entre le Commandant et les troupes. Son rôle est d'appliquer au mieux les ordres reçus, tout en se chargeant des détails. En tant que reconnaissance, il a souvent plus de marge de manœuvre que les autres chefs d'escouade auprès du Commandant.

#### Sniper
Équipé d'une arme avec lunette, il est souvent caché à l'arrière des lignes ennemies afin d'éliminer un à un les joueurs.

## Véhicules jouables
De nombreux véhicules sont disponibles aux joueurs de chaque équipe, pour le combat comme pour le transport ou la reconnaissance. Les avions sont des compétences utilisables par le Commandant et ne sont pas jouables directement.

### Voitures
- Jeep Willys MB
- Kübelwagen

### Camions (Transport de troupes ou de ravitaillement)
- GMC CCKW
- Opel Blitz
- ZIS-5

### Transports blindés
- Sd.Kfz 251/1

### Véhicules de reconnaissance
- M8 Greyhound
- Sd.Kfz 234/2 Puma
- BA-10

### Blindés légers
- M5A1 Stuart
- PzKpfW II Luchs
- T-70

### Blindés moyens
- Cromwell
- M4A3 75W
- PzKpfW IVG
- T-34/76

### Blindés lourds
- Churchill
- M4A3E2 Jumbo 75mm
- M4A3E2 Jumbo 76mm
- PzKpfW V Panther
- PzKpfW VI Tiger
- IS-1